# ونغ فاي هونغ
ونغ في هونغ، ولد ونغ سيك-تشيونج في 9 يوليو عام 1847 هو ممارس فنون قتالية وخبير في أسلوب هونغ جا، أصبح لاحقا موضوعًا للعديد من أفلام الفنون القتالية والمسلسلات التلفزيونية. مارس ونغ طب الـDit Da، وغيره من أشكال الطب الصيني التقليدي في بو تشي لام عيادة طبية في قوانغتشو، قوانغدونغ. تم بناء متحف مخصص له في مسقط رأسه في فوشان بمقاطعة قوانغدونغ.

## أبرز طلابه
- من أبرز طلاب ونغ هم،
  - لام ساي وينج
  - لين شيرونغ
  - ليونغ فون
  - ليانغ كوان
  - دنغ فانغ لينغ وان- كاي
  - لينغ يونجي.

## أسماء أخرى
كان الاسم الأصلي لـ ونغ هو سيك- تشيونج قبل تغييره إلى في-هونغ.

## حياته
وُلد وونغ في لوتشو هاملت، قرية لينغشي، مقاطعة زيكياو، في فوشان، مقاطعة نانهاي، حالياً هي جزء من مدينة فوشان بمقاطعة قوانغدونغ، في عهد إمبراطور داوجوانج في أسرة تشينغ. كان مسقط رأسه في لوتشو هاملت، قرية لينغشي، زيكياو، فوشان، مقاطعة نانهاى، قوانغتشو، مقاطعة قوانغدونغ، والتي أصبحت الآن جزءًا من مدينة زيكياو، منطقة نانهاى، مدينة فوشان. 
في سن الخامسة، بدأ وونغ في تعلم أسلوب هونغ جا من والده، وونغ كي يينغ. غالبًا ما كان يرافق والده في رحلات من فوشان إلى قوانغتشو، قوانغدونغ، حيث قام والده ببيع أدوات الطب وأداء فنون الدفاع عن النفس في الشوارع. عندما كان في الثالثة عشرة من عمره، واجه لام فوك-سينغ لين فوشين ليونج كوان، في شارع دوشي في مدينة فوشان. علمه لام كيفية استخدام الحركات الأساسية لفنون الدفاع عن النفس قبضة هونغ.  في وقت لاحق، تعلم ركلة الظل من سونغ فاي- تونغ [بحاجة لمصدر]
في عام 1863، أنشئ ونغ مدرسة فنون الدفاع عن النفس في شويجياو في مدينة Xiguan، وهي الموقع الحالي لمنطقة ليوان في مدينة قوانغتشو. كان أغلب طلابه عمال المعادن. في عام 1886م، افتتح وونغ عيادة طبية، بو تشي لام في باوزهيلين، في رينان، وهو جزء من طريق Xiaobei، منطقة Yuexiu، مدينة قوانغتشو.  وفي ستينيات القرن التاسع عشر أو سبعينيات القرن التاسع عشر، تم تعيين وونغ من قبل ليو يونغ فو، قائد جيش العلم الأسود، ليكون الضابط الطبي ومدرب فنون الدفاع عن النفس للجنود النظاميين في قوانغتشو. كما تابع جيش العلم الأسود لمحاربة الجيش الإمبراطوري الياباني خلال الغزو الياباني لتايوان في عام 1895. [بحاجة لمصدر]
في عام 1912، تأسست جمهورية الصين بعد انهيار سلالة تشينغ. خلال السنوات الأولى من فوضى العهد الجمهوري، العديد من رجال الأعمال الذين كانوا يديرون أماكن الترفيه في قوانغتشو قررو توظيف حراس لحماية أعمالهم في الموقع في حال أندلعت مشاكل. عندما تم تدريب وونغ على فنون الدفاع عن النفس، تم تعيينه من قبل العديد من الشركات ليكون أحد هؤلاء الحراس. [بحاجة لمصدر]
في عام 1919، عندما افتتحت جمعية تشين وو الرياضية فرعًا في قوانغتشو، تم دعوة وونغ لأداء في حفل الافتتاح. في العام نفسه، قُتل وونغ هون سام، أحد أبناء وونغ، الذي كان يعمل كحارس شخصي في مدينة ووتشو بمقاطعة قوانغشي، على يد منافس يعرف باسم «عين الشيطان» ليونغ، الذي كان يشعر بالغيرة من وونغ هون سام لأنه كان أفضل منه في فنون الدفاع عن النفس. تأثر وونغ بهذا الحادث لدرجة أنه توقف عن تعليم أبنائه الآخرين فنون الدفاع عن النفس.
بين أغسطس وأكتوبر 1924، دمرت عيادة وونغ الطبية، بو تشي لام، عندما كانت الحكومة القومية تقمع الانتفاضة من قبل فيلق متطوعي تجار قوانغتشو. شعر وونغ بالحزن بسبب فقدانه لعيادته بو تشي لام لدرجة أنه ساءت حالته النفسية والجسدية وأصيب بالأكتئاب وأصبح مريضا. توفي من المرض في 17 أبريل 1925 في مستشفى (Chengxi Fangbian)، وهو الموقع الحالي لمستشفى قوانغتشو الأول في الطريق بانفو في قوانغتشو مقاطعة كوانزو. دفن عند سفح جبل بايون.
انتقلت زوجة وونغ الرابعة، موك كواي لان، وأبناؤه، مع طلابه لام ساي وينغ ودانغ ساي كينغ (鄧世瓊 ؛ دينغ شيكيونغ)، إلى هونغ كونغ وافتتحوا مدارس فنون الدفاع عن النفس هناك.
موقع قبر وونغ غير معروف حاليًا.

## أسلوبه القتالي
كان وونج معلم لأسلوب هونغ جا. قام بتنظيمه لقبضة هونغ جا وقام بتصميم أسلوبه من قبضة (Tiger Crane Paired Form Fist)، والتي تتضمن تقنيات القبضة العشر الخاصة به.
كان وونغ ماهرًا في استخدام الأسلحة، مثل شوكة النمر الجنوبي. هناك قصة عن ونغ، ربما خيالية، كيف هزم وونغ مجموعة من 30 من أفراد العصابات في أرصفة قوانغتشو مع فريق عمل.

## أسرته
الزوجة الثانية كان لديها ولدان وابنتان معها. بعد وفاتها ببعض الوقت بسبب مرض، تزوج وونغ مرة أخرى في عام 1902. وأنجبت زوجته الثالثة ولدين قبل أن تقع ضحية لمرض مميت. بقيت زوجته الرابعة والأخيرة معه منذ عام 1915 حتى وفاته. الأسماء الشخصية لزوجاته الثلاث الأولى غير معروفة. كان لديه أربعة أطفال معروفين.
أسماء ومعلومات عن زوجاته:
- الزوجة الأولى: كانت زوجة وونغ الأولى تُلقب بـ «لو» أو  لوو.  تزوجت وونغ في عام 1871 وتوفيت بسبب مرض بعد ثلاثة أشهر من زواجهما.
- الزوجة الثانية: لقبت زوجة وونغ الثانية بـ «ما» (Mǎ). تزوجت ونغ في عام 1896 وتوفيت بسبب المرض. أنجبت ونغ ولدين وابنتين.
- الزوجة الثالثة: أُطلق على زوجة وونغ الثالثة لقب "Sam" أو "Sum" (Cén).  تزوجت وونغ في عام 1902 وتوفيت بسبب المرض.  ولدت وونغ ولدين.
- الزوجة الرابعة: زوجة وونغ الرابعة، موك كواي لان، تزوجت من ونغ في عام 1915. توفيت في هونغ كونغ في 11 مارس 1982 وكانت موك أخر زوجة له.

أبنائه:
- وونغ هون سيو (Huáng Hànshū)، المولود من زوجة وونغ الثالثة.
- وونغ هون هي (Huáng Hànxī)، ولد من زوجة وونغ الثالثة.
- وونغ هون لام (Huáng Hànlín)، ولد من زوجة ونغ الثانية.
- وونغ هون سام (Huáng Hànsēn)، ولدت أيضًا لزوجة ونغ الثانية.[9]

بناته: في الوقت الحاضر، لا توجد معلومات عن ابنتي ونغ.
أحفاده
كان لدى وونغ على ثلاثة أحفاد وستة حفيدات. يعيش أحفاده في أستراليا وأمريكا اللاتينية وجنوب شرق آسيا.

## ميراثه
في عام 1996م، تم بناء متحف فنون الدفاع عن النفس ونغ فاي-هونغ، في فوشان.
تم بناء قاعة تذكارية لوونغ فاي هونغ في عام 2000م وتم افتتاحها رسميًا في يناير 2001 على شرفه في فوشان، تشانتشنغ.